# 4942 Munroe

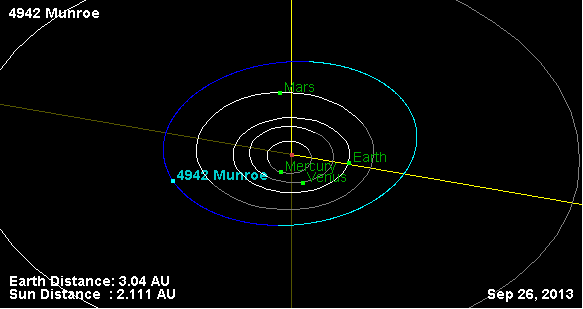
4942 Munroe

4942 Munroe eller 1987 DU6 är en asteroid i huvudbältet som upptäcktes den 24 februari 1987 av den belgiske astronomen Henri Debehogne vid La Silla-observatoriet. Den är uppkallad efter Randall Munroe.
Asteroiden har en diameter på ungefär 3 kilometer.